# Бурмакин, Эдуард Владимирович
Эдуа́рд Влади́мирович Бурма́кин (12 октября 1928, Саратов — 21 апреля 2015, Томск) — советский и российский писатель, философ, деятель культуры.
Профессор кафедры этики, эстетики и культурологии Института искусств и культуры и факультета журналистики Национального исследовательского Томского государственного университета, доктор философских наук. Автор около ста научных публикаций по проблемам культурологии (в том числе несколько монографий). Академик Академии социальных наук (1994).
Основатель и многолетний руководитель Томской областной межвузовской кафедры этики и эстетики.
Старейший член Томской областной писательской организации, член Союза писателей СССР (с 1964), член Союза писателей Российской Федерации, член Союза журналистов СССР. Автор многих книг прозы.
Заслуженный работник культуры РСФСР, Почётный работник высшего профессионального образования РФ, член Совета старейшин города Томска.